# Hồ Logipi
Hồ Logipi là một hồ nước mặn, kiềm ở cuối phía bắc thung lũng Suguta khô cằn, trong Thung lũng Tách giãn Lớn, Kenya. Nó ngăn cách với hồ Turkana bởi Barrier, một nhóm núi lửa trẻ phun trào lần cuối vào cuối thế kỷ 19 hoặc đầu thế kỷ 20. Trong mùa mưa, hồ cũng được xả nước lại từ sông Suguta chảy về phía bắc dọc theo thung lũng Suguta, định kỳ hình thành một hồ nước tạm thời gọi là hồ Alablab. Các lạch nước nóng mặn xả ra trên bờ hồ phía bắc.
Hồ Logipi có độ sâu tối đa từ 3 đến 5 mét, rộng khoảng 6 km và dài 3 km. Nước hồ có thành phần natri bicarbonate với độ pH 9,5-10,5 và độ mặn thay đổi từ 20-50 gam/lít.